# 納里尼奧 (昆迪納馬卡省)

納里尼奧（西班牙語：Nariño），是哥倫比亞的城鎮，位於該國中部昆迪納馬卡省，距離首都波哥大149公里，面積54平方公里，海拔高度263米，始建於1833年3月31日，2005年人口2,970。
4°23′53″N 74°49′41″W / 4.39806°N 74.82806°W